# Defense Information Systems Agency
Defense Information Systems Agency (DISA) er myndigheden for informations- og kommunikationsteknologi i det amerikanske forsvarsdepartement. DISA blev oprettet 12. maj 1960 som Defense Communications Agency og fik sit nuværende navn i 1991. Myndigheden har sit hovedkvarter på Fort Meade i Maryland og ledes af en militær direktør med generalløjtnants eller viceadmirals grad.